# Steinhaus (Loheland)

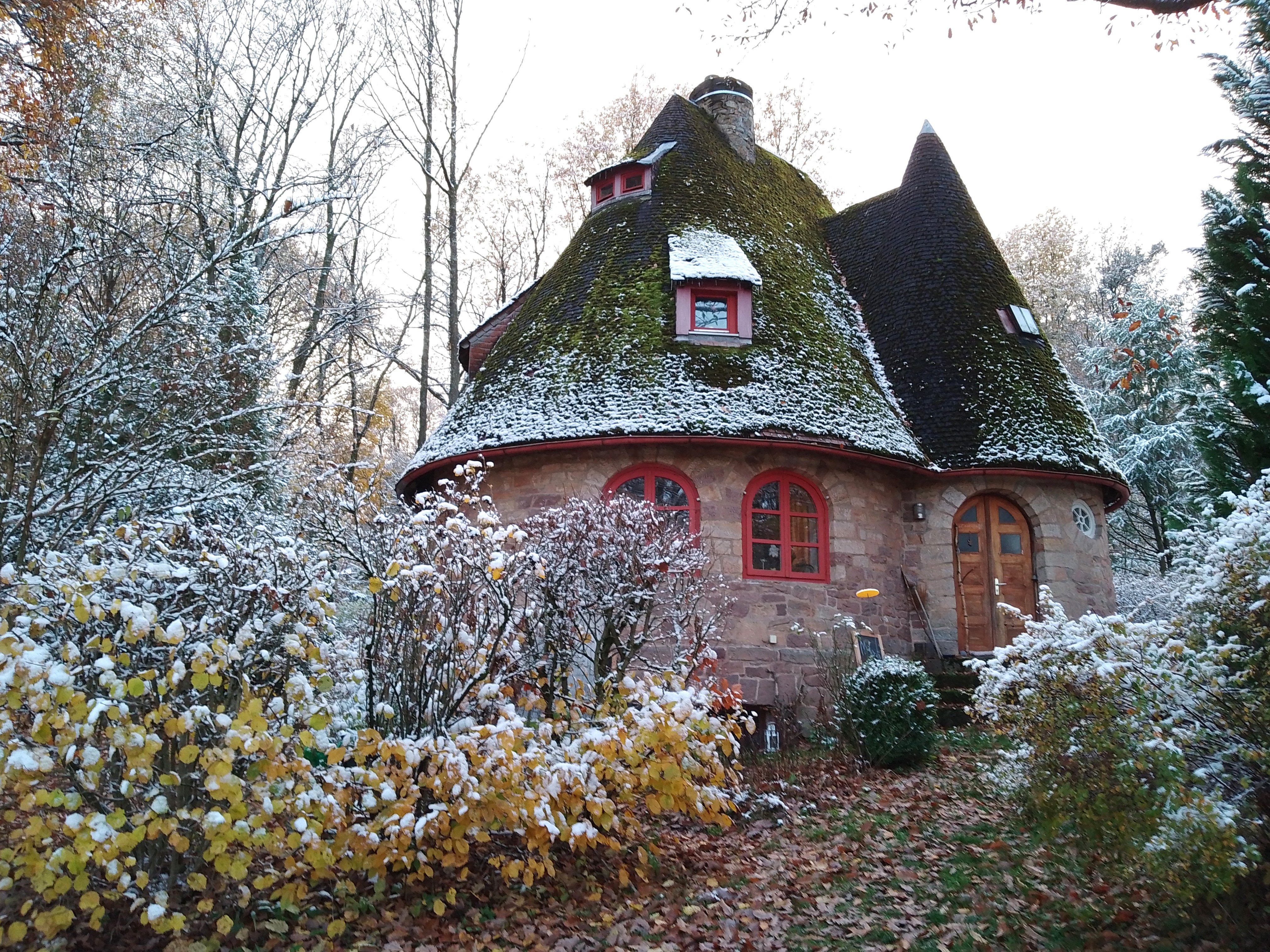
Steinhaus 2022

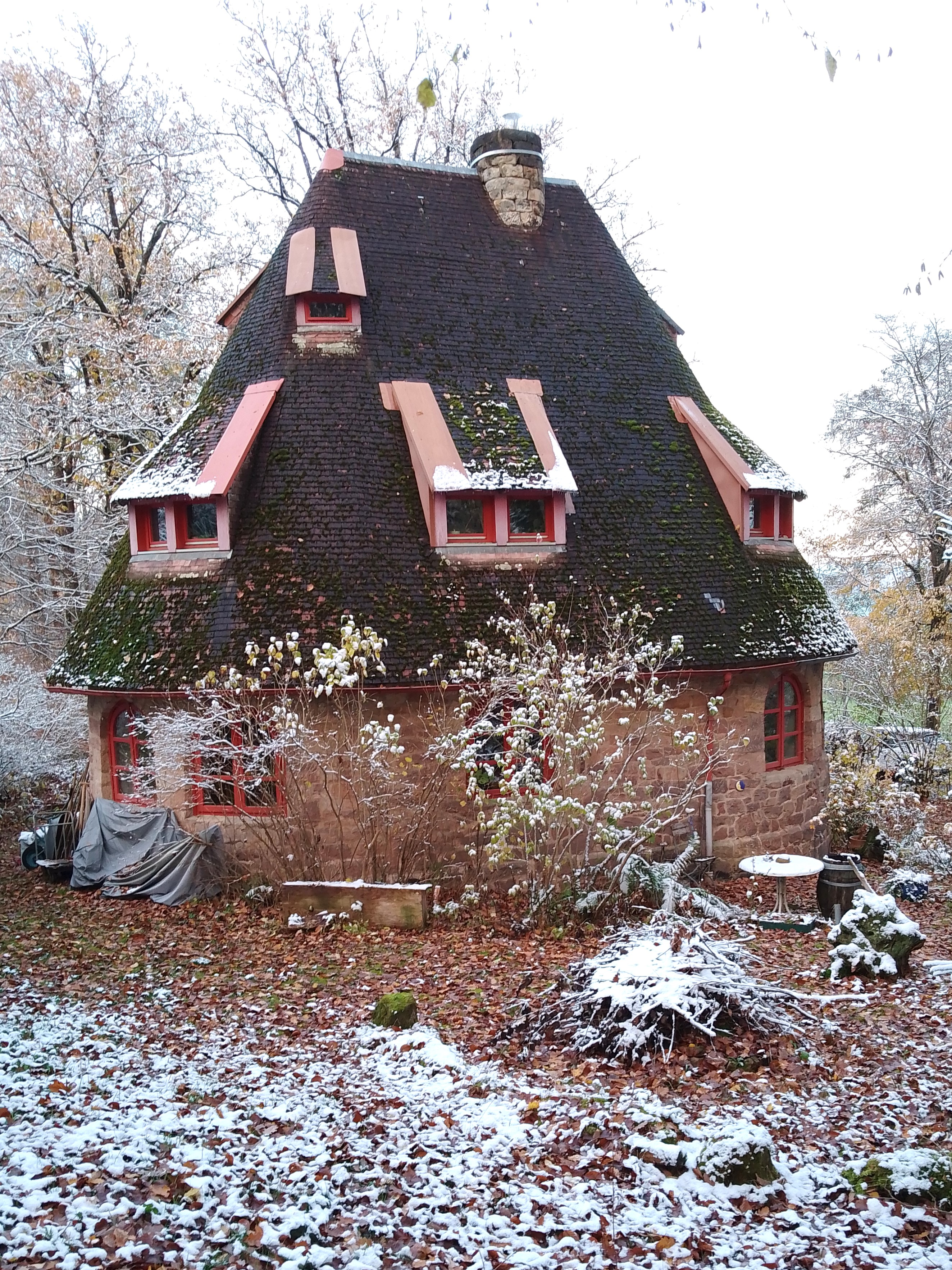
Steinhaus, Bergseite 2022

Das Steinhaus in der Siedlung Loheland bei Fulda ist ein hessisches Kulturdenkmal im Bereich der Gesamtanlage Loheland. Es gehört zu den Wohngebäuden der ursprünglichen Frauensiedlung.

## Lage
Das Gebäude steht in der Gemeinde Künzell bei Fulda. Die Streusiedlung Loheland liegt auf dem Gemarkungen der Ortsteile Dirlos und Pilgerzell. Dies Wohngebäude liegt als Torhaus am breiten Zufahrtsweg zum Gesamtgelände. Es liegt nahe am Bereich der Lehre mit dem Rundbau und dem Franziskusbau.

## Geschichte
Das Steinhaus entstand im April 1924 nach dem Entwurf von Louise Langgaard mit dem Architekten Carl Lehmann vom Architekturbüro von Walther Baedeker. Es ist das letzte als Rundbau errichtete Gebäude der Gymnastikschule. Der Bau war als Torwächter- und Empfangshaus der Frauensiedlung gedacht. Die Baukosten zur Realisierung waren höher als erwartet. Hedwig von Rohden lebte in diesem Haus zusammen mit anderen Loheländerinnen und wohl zeitweise auch zusammen mit einigen von den Doggen aus der berühmten Loheland-Zucht.

## Beschreibung
Das Gebäude wurde aus lokalem Sandstein aus dem eigenen Steinbruch errichtet. Es verfügt über ein sehr steiles Kegeldach aus glatten Dachschindeln. Die Fenster- und Türstürze sind halbkreisförmig ausgeführt worden. Im Kontrast dazu sind die kleinen Dachgauben rechteckig. Die Farbe der Fenster ist in kräftigem Rot ausgeführt (Stand 2022).
Die Außenmaße des Steinhauses betragen 11,20 m auf 8,70 m. Der Grundriss wurde aus zwei unterschiedlich großen Kreisen zu einem auseinandergezogenen Oval zusammengesetzt und durch ein ebenfalls rundes Treppenhaus ergänzt. Das Treppenhaus rückt zur Hälfte aus der Fassade heraus und bildet den Eingang mit Windfang. Von hier gelangt man in die ehemalige Wohnküche und in einen Schlafraum im Erdgeschoss. Einen zweiten Schlafraum erreichte man über den Wohnraum. Über das Treppenhaus erreicht man zwei größere Räume mit separatem Zugang und Verbindungstür im Obergeschoss. Darüber lag ein geräumiger Raum im Dach. Das Gebäude wurde bauzeitlich mit einer Steinkohle-Zentralheizung beheizt. Der Koksvorrat befand sich in einem der drei Kellerräume.

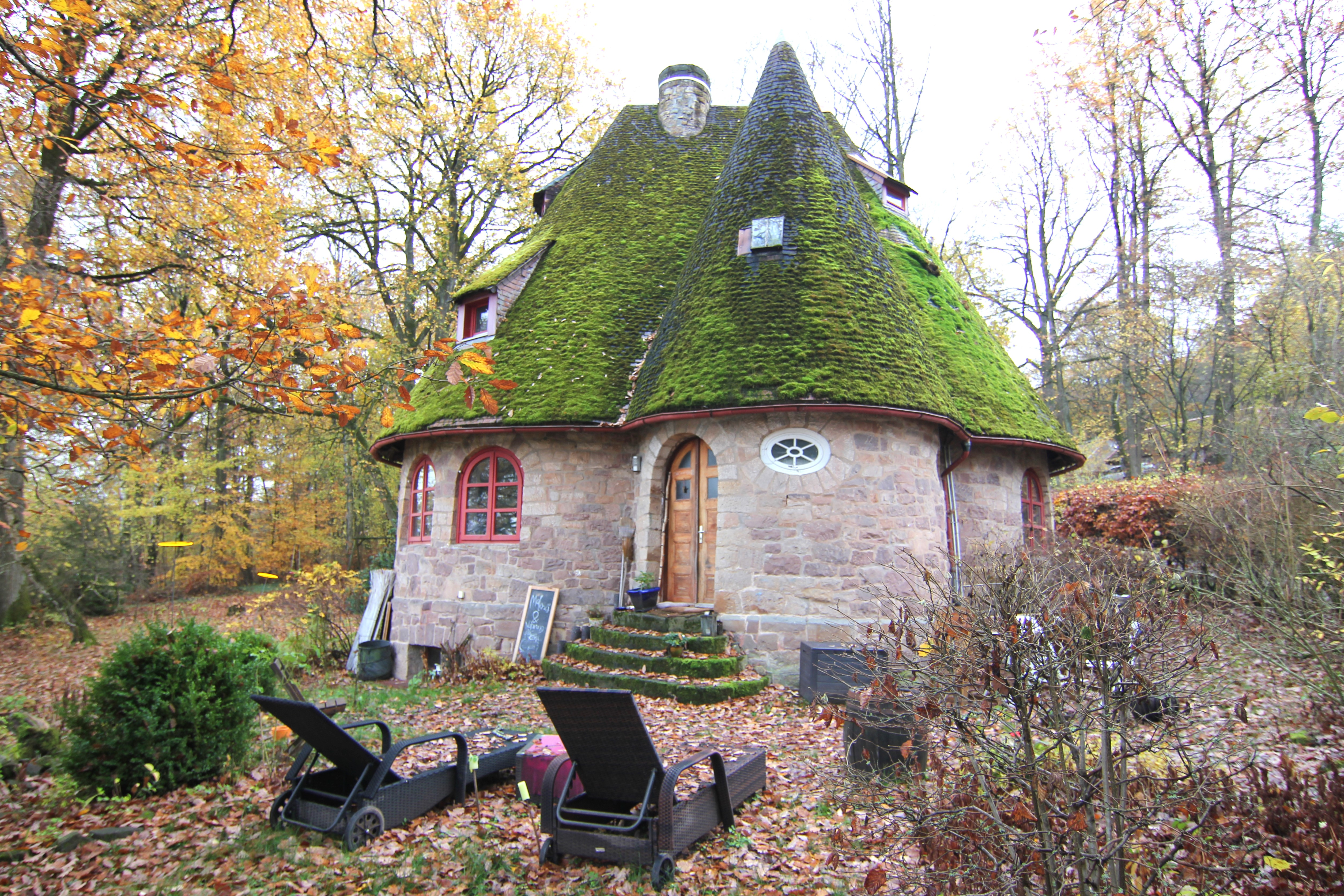
Steinhaus mit Treppenturm

Marina Dmitrieva und Elisabeth Mollenhauer-Klüber weisen auf die starke Ähnlichkeit des Steinhauses mit Werken des ungarischen Architekten Ede Toroczkai Wigand (auch Eduard Wigand oder Eduard Vigand) hin. Seine Projekte wie beispielsweise die Villa des Malers János Vaszary in Tata oder Gebäude der landwirtschaftlichen Schule mit Internat in Torda entstanden nach dem Vorbild von Bauernhäusern in Siebenbürgen. Auch Louise Langgaard setzte sich mit der autochthonen Bautradition (regionale Architektur, die aus der Erfahrung entsteht und Ausdruck einer kulturellen Identität ist) auseinander. Sie besuchte mit Malerkolleginnen in den Jahren 1907 bis 1911 die Karpaten per Eisenbahn, Fuhrwerken und zu Fuß. Die Frauen übernachteten in einer Scheune und nutzten diese als Atelier. Sie besuchten die Malerkolonie Nagybánya (heute Baia Mare in Rumänien) und die Sommerschule Tecső (heute Tjatschiv in der Westukraine). Sie hatte einen guten Kontakt zu den Malern Károly Ferenczy und Simon Hollósi.
Das Gebäude ist ein Kulturdenkmal gemäß § 2.1 Hessisches Denkmalschutzgesetz innerhalb der Gesamtanlage Loheland gemäß § 2.2.1 Hessischen Denkmalschutzgesetz.